# Pyraclostrobine
Pyraclostrobine (ISO-naam) is een fungicide en plantengroeiregelaar. Het behoort tot de strobilurines en werd ontwikkeld door BASF.

## Werking
Strobilurines, waaronder pyraclostrobine, blokkeren de ademhaling in de mitochondriën van de schimmels en verstoren op die manier belangrijke biochemische processen, waardoor de schimmelgroei stopt.

## Toepassingen
Pyraclostrobine wordt gebruikt tegen schimmels en roesten op gazons en grasvelden, druiven en graangewassen. In de Verenigde Staten wordt het ook gebruikt bij de suikerrietteelt en de teelt van tropische vruchten.

## Regelgeving
De Europese Commissie heeft pyraclostrobine in 2004 opgenomen in de lijst van toegelaten gewasbeschermingsmiddelen. Het toegelaten gebruik was aanvankelijk enkel als fungicide; in 2009 werd het ook toegelaten als groeiregelaar van planten.
Producten met pyraclostrobine als het enige actieve ingrediënt die in België erkend zijn, zijn Insignia en Comet van BASF; Insignia is bedoeld voor gebruik op gazons en grasvelden en Comet voor gebruik op graanteelten.

## Toxicologie en veiligheid
Pyraclostrobine heeft een lage acute toxiciteit. Het is niet genotoxisch en wordt ook niet als kankerverwekkend beschouwd.
Een onzuiverheid die tijdens de productie ontstaat is dimethylsulfaat (DMS), dat wel zeer toxisch en mogelijk kankerverwekkend is. Het maximum toegelaten gehalte aan DMS in technisch pyraclostrobine is daarom beperkt tot 0,0001 gewichtsprocent.